# ولودیمیر شچربیتسکی
ولودیمیر شچربیتسکی (اوکراینی: Володи́мир Васи́льович Щерби́цький؛ ۱۷ فوریهٔ ۱۹۱۸ – ۱۶ فوریهٔ ۱۹۹۰) سیاست‌مدار اهل جمهوری خلق اوکراین بود. وی دو مرتبه از ۲۸ فوریه ۱۹۶۱ تا ۲۶ ژوئن ۱۹۶۳ و از ۲۳ اکتبر ۱۹۶۵ تا ۲۵ مه ۱۹۷۲ نخست‌وزیر جمهوری اوکراین شوروی بود.
او همچنین از ۲۵ مه ۱۹۷۲ تا ۲۸ سپتامبر ۱۹۸۹ دبیرکل حزب کمونیست اوکراین بود.
ولودیمیر شچربیتسکی در ۱۶ فوریه ۱۹۹۰، یک روز پیش از ۷۲ سالگی‌اش درگذشت.
وی همچنین برندهٔ جوایزی همچون نشان انقلاب اکتبر، مدال به خاطر پیروزی مقابل آلمان در جنگ بزرگ میهنی (۱۹۴۵–۱۹۴۱)، قهرمان کار سوسیالیست، جایزه لنین، مدال دفاع از قفقاز، نشان لنین، و مدال شجاعت کار شده‌است.